# Bumi Agung (Warkuk Ranau Selatan)
Bumi Agung is een bestuurslaag in het regentschap Ogan Komering Ulu Selatan van de provincie Zuid-Sumatra, Indonesië. Bumi Agung telt 915 inwoners (volkstelling 2010).